# بری سدلر
بری سدلر (انگلیسی: Barry Sadler؛ ۱ نوامبر ۱۹۴۰ – ۵ نوامبر ۱۹۸۹) یک سرباز، خواننده-ترانه‌سرا و مؤلف اهل ایالات متحده آمریکا بود. وی همچنین برنده جوایزی همچون پرپل هارت شده‌است.